# (437915) 2002 GD32
(437915) 2002 GD32 est un objet transneptunien en résonance 5:9 avec Neptune.
Son excentricité orbitale est de 0,135 et sa magnitude absolue est de 6,1.